# Milton Babbitt
Milton Byron Babbitt (Filadelfia, 10 maggio 1916 – Princeton, 29 gennaio 2011) è stato un compositore e matematico statunitense. È particolarmente noto per essere stato tra i pionieri del serialismo e della musica elettronica.

## Biografia
Il suo primo incontro con la musica avvenne quand'era bambino, studiando prima violino e successivamente il clarinetto e il sassofono. Nel 1931, Babbitt iniziò anche lo studio della matematica presso l'Università della Pennsylvania per poi trasferirsi a New York. Dopo la laurea, si dedicò alla composizione con Roger Sessions. Durante la Seconda guerra mondiale ha lavorato come professore di matematica all'Università di Princeton. Dal 1950 ha partecipato allo sviluppo del primo sintetizzatore. Nel 1959 fu uno dei fondatori del Columbia-Princeton Electronic Music Studio. Ha insegnato in varie università, da ultima la  Juilliard School of Music, come professore di composizione. Per le sue realizzazioni in campo seriale ed elettronico ha ricevuto il Premio Pulitzer 1982 per la composizione e, nel 1995, il SEAMUS Lifetime Achievement Award.

## Opere
Primo periodo
- 1935 Generatrix for orchestra (incompiuto)
- 1939-41 String Trio
- 1940 Composition for String Orchestra (incompiuto)
- 1941 Symphony (incompiuto)
- 1941 Music for the Mass I for mixed chorus
- 1942 Music for the Mass II for mixed chorus
- 1946 Fabulous Voyage (musical, libretto: Richard Koch)
- 1946 Three Theatrical Songs for voice and piano
- 1947 Three Compositions for Piano
- 1948 Composition for Four Instruments
- 1948 String Quartet No. 1 (withdrawn)
- 1948; 54 Composition for Twelve Instruments
- 1949 Film Music for Into the Good Ground (withdrawn)
- 1950 Composition for Viola and Piano
- 1951 The Widow's Lament in Springtime for soprano and piano
- 1951 Du for soprano and piano
- 1953 Woodwind Quartet
- 1954 String Quartet No. 2
- 1954 Vision and Prayer for soprano and piano
- 1955 Two Sonnets for baritone, clarinet, viola, and cello
- 1956 Duet for piano
- 1956 Semi-Simple Variations for piano
- 1957 All Set for alto sax, tenor sax, trp, trb, cb, pno, vib, percussion
- 1957 Partitions for piano
- 1960 Sounds and Words for soprano and piano
- 1960 Composition for Tenor and Six Instruments
- 1961 Composition for Synthesizer
- 1961 Vision and Prayer for soprano and synthesized tape

Secondo periodo
- 1964 Philomel for soprano, recorded soprano, synthesized tape
- 1964 Ensembles for Synthesizer
- 1965 Relata I for orchestra
- 1966 Post-Partitions for piano
- 1966 Sextets for violin and piano
- 1967 Correspondences for string orchestra and synthesized tape
- 1968 Relata II for orchestra
- 1968-69 Four Canons for SA
- 1969 Phonemena for soprano and piano
- 1970 String Quartet No. 3
- 1970 String Quartet No. 4
- 1971 Occasional Variations for synthesized tape
- 1972 Tableaux for piano
- 1974 Arie Da Capo for five instrumentalists
- 1975 Reflections for piano and synthesized tape
- 1975 Phonemena for soprano and synthesized tape
- 1976 Concerti for violin, small orchestra, synthesized tape
- 1977 A Solo Requiem for soprano and two pianos
- 1977 Minute Waltz (or 3/4 - 1/8) for piano
- 1977 Playing for Time for piano
- 1978 My Ends Are My Beginnings for solo clarinetist
- 1978 My Complements to Roger for piano
- 1978 More Phonemena for twelve-part chorus
- 1979 An Elizabethan Sextette for six-part women's chorus
- 1979 Images for saxophonist and synthesized tape
- 1979 Paraphrases for ten instrumentalists
- 1980 Dual for cello and piano

Terzo periodo
- 1981 Ars Combinatoria for small orchestra
- 1981 Don for four-hand piano
- 1982 The Head of the Bed for soprano and four instruments
- 1982 String Quartet No.5
- 1982 Melismata for solo violin
- 1982 About Time for piano
- 1983 Canonical Form for piano
- 1983 Groupwise for flautist and four instruments
- 1984 Four Play for four players
- 1984 It Takes Twelve to Tango for piano
- 1984 Sheer Pluck (composition for guitar)
- 1985 Concerto for piano and orchestra
- 1985 Lagniappe for piano
- 1986 Transfigured Notes for string orchestra
- 1986 The Joy of More Sextets for piano and violin
- 1987 Three Cultivated Choruses for four-part chorus
- 1987 Fanfare for double brass sextet
- 1987 Overtime for piano
- 1987 Souper for speaker and ensemble
- 1987 Homily for snare drum
- 1987 Whirled Series for saxophone and piano
- 1988 In His Own Words for speaker and piano
- 1988 The Virginal Book for contralto and piano
- 1988 Beaten Paths for solo marimba
- 1988 Glosses for Boys' Choir
- 1988 The Crowded Air for eleven instruments
- 1989 Consortini for five players
- 1989 Play It Again, Sam for solo viola
- 1989 Emblems (Ars Emblematica), for piano
- 1989 Soli e Duettini for two guitars
- 1989 Soli e Duettini for flute and guitar
- 1990 Soli e Duettini for violin and viola
- 1990 Envoi for four hands, piano
- 1991 Preludes, Interludes, and Postlude for piano
- 1991 Four Cavalier Settings for tenor and guitar
- 1991 Mehr “Du” for soprano, viola and piano
- 1991 None But The Lonely Flute for solo flute
- 1992 Septet, But Equal
- 1992 Counterparts for brass quintet
- 1993 Around the Horn for solo horn
- 1993 Quatrains for soprano and two clarinets
- 1993 Fanfare For All for brass quintet
- 1993 String Quartet No.  6
- 1994 Triad for viola, clarinet, and piano
- 1994 No Longer Very Clear for soprano and four instruments
- 1994 Tutte Le Corde for piano
- 1994 Arrivals and Departures for two violins
- 1994 Accompanied Recitative for soprano sax and piano
- 1995 Manifold Music for organ
- 1995 Bicenguinguagenary Fanfare for brass quintet
- 1995 Quartet for piano and string trio
- 1996 Quintet for clarinet and string quartet
- 1996 When Shall We Three Meet Again? for flute, clarinet and vibraphone
- 1998 Piano Concerto No. 2
- 1998 The Old Order Changeth for piano
- 1999 Composition For One Instrument (Celesta)
- 1999 Allegro Penseroso for piano
- 1999 Concerto Piccolino for vibraphone
- 2000 Little Goes a Long Way for violin and piano
- 2000 Pantuns for soprano and piano
- 2002 From the Psalter soprano and string orchestra
- 2002 Now evening after evening for soprano and piano
- 2003 Swan Song No.1 for flute, oboe, violin, cello, and two guitars
- 2003 A Waltzer in the House for soprano and vibraphone
- 2004 Concerti for Orchestra, for James Levine and the Boston Symphony Orchestra
- 2004 Autobiography of the Eye for soprano and cello
- 2005-6 More Melismata for solo cello
- 2006 An Encore for violin & piano